# Randstad
Randstad je velika konurbacija od četiri najveća nizozemska grada; Amsterdam, Rotterdam, Den Haag i Utrecht s okolnim manjim naseljima u kojoj živi 7 100 000 stanovnika na površini od 8 287 km².
Najveći gradovi Randstada su; Almere, Amersfoort, Amsterdam, Delft, Dordrecht, Gouda, Haarlem, Leiden, Rotterdam, Den Haag, Utrecht i Zoetermeer. Ostali manji gradovi su; Alphen aan den Rijn, Amstelveen, Barendrecht, Capelle aan den IJssel, Hilversum, Hoofddorp, Hoek van Holland, Houten, Katwijk, Leidschendam, Maassluis, Nieuwegein, Oostzaan, Purmerend, Rijswijk, Schiedam, Spijkenisse, Vlaardingen, Voorburg, Zeist i Zaanstad.

## Etimologija
Gradovi Randstada poslagani su jedan do drugog u obliku polumjeseca ili vijenca. Taj oblik dao je toj konurbaciji ime - Randstad jer rand znači vijenac ili rub, a stad - grad.
Relativno slabo naseljeni dio, oko kog se oblikovao Randstad zvove se Groene Hart (Zeleno srce).

## Povijest
Randstad se počeo stvarati početkom 20. st. tako da se oko 1930., prvi put pojavio termin - Randstad za te gotovo već spojene gradove. 

## Vanjske poveznice
- Die Randstad und das „Grüne Herz  (njem.)
- Regio Randstad  Arhivirana inačica izvorne stranice od 4. kolovoza 2013. (Wayback Machine) (nizoz.)